# Oud-Alblas
Oud-Alblas is een Nederlands dorp in de Zuid-Hollandse gemeente Molenlanden, met een oppervlakte van 1314 hectare. Het is een van de oudste dorpen in de Alblasserwaard en telde op 1 januari 2023 2.340 inwoners en op 1 januari 2012 798 woningen. Alblasserdam was van oorsprong een buurtschap van Oud-Alblas.
Oud-Alblas behoorde samen met Bleskensgraaf, Brandwijk, Molenaarsgraaf, Goudriaan, Ottoland en Wijngaarden tot de gemeente Graafstroom. Vanaf 2013 is de deze gemeente opgegaan in Molenwaard. Oud-Alblas telt drie molens uit 1844. Peilmolen uit 1818 en De Kooiwijkse molen uit 1866 de laatste 2 zijn Poldermolens. De negentiende-eeuwse N.H. Kerk heeft een bakstenen toren uit de veertiende eeuw.
Er liggen diverse boerderijen met historische waarde langs het riviertje de Alblas. Fietsers die de bewegwijzerde ‘Molenroute’ volgen komen door Oud-Alblas. Wandelaars kunnen het (bewegwijzerde) Oud-Alblaspad lopen dat in de omgeving van Oud Alblas is uitgezet. Ook in het nabijgelegen Alblasserbos kan gewandeld worden.

## Geschiedenis
In de Romeinse tijd vermoedt men een baanpost (statio) genaamd Tablis in de buurt van Oud-Alblas. Tablis staat op de Peutingerkaart (Tabula Peutingeriana) vermeld als gelegen tussen Flenium (Vlaardingen?) en Caspingium (Asperen) aan de zuidelijke heerweg (dus niet de limes) Noviomagus (Nijmegen) - Lugdunum Batavorum (Katwijk-Brittenburg). Er zijn niet veel overblijfselen van de nederzetting Tablis aangetroffen. Wel heeft men resten van de heerweg gevonden. Oud-Alblas telt 24 rijksmonumenten.

## Geboren
- Gerrit Abbring (1934-2014), burgemeester van Brandwijk, Graafstroom, Molenaarsgraaf en Wijngaarden
- Jan Heijkoop (1953), burgemeester van Hendrik-Ido-Ambacht
- Dirk Heijkoop (1967), burgemeester van Hardinxveld-Giessendam

## Afbeeldingen

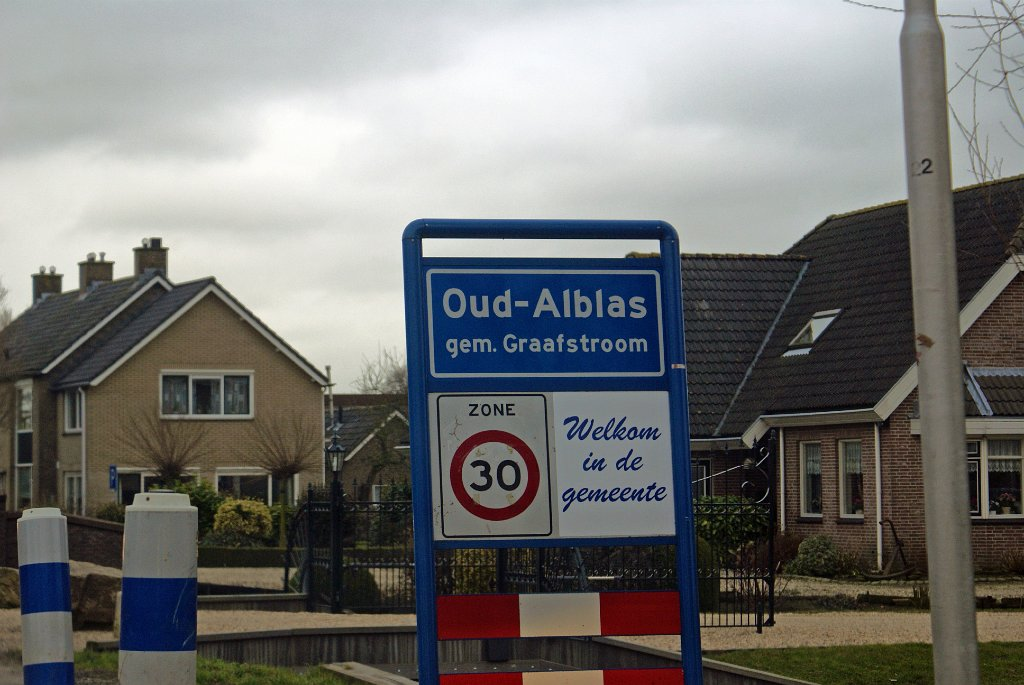
Plaatsnaambord Oud-Alblas
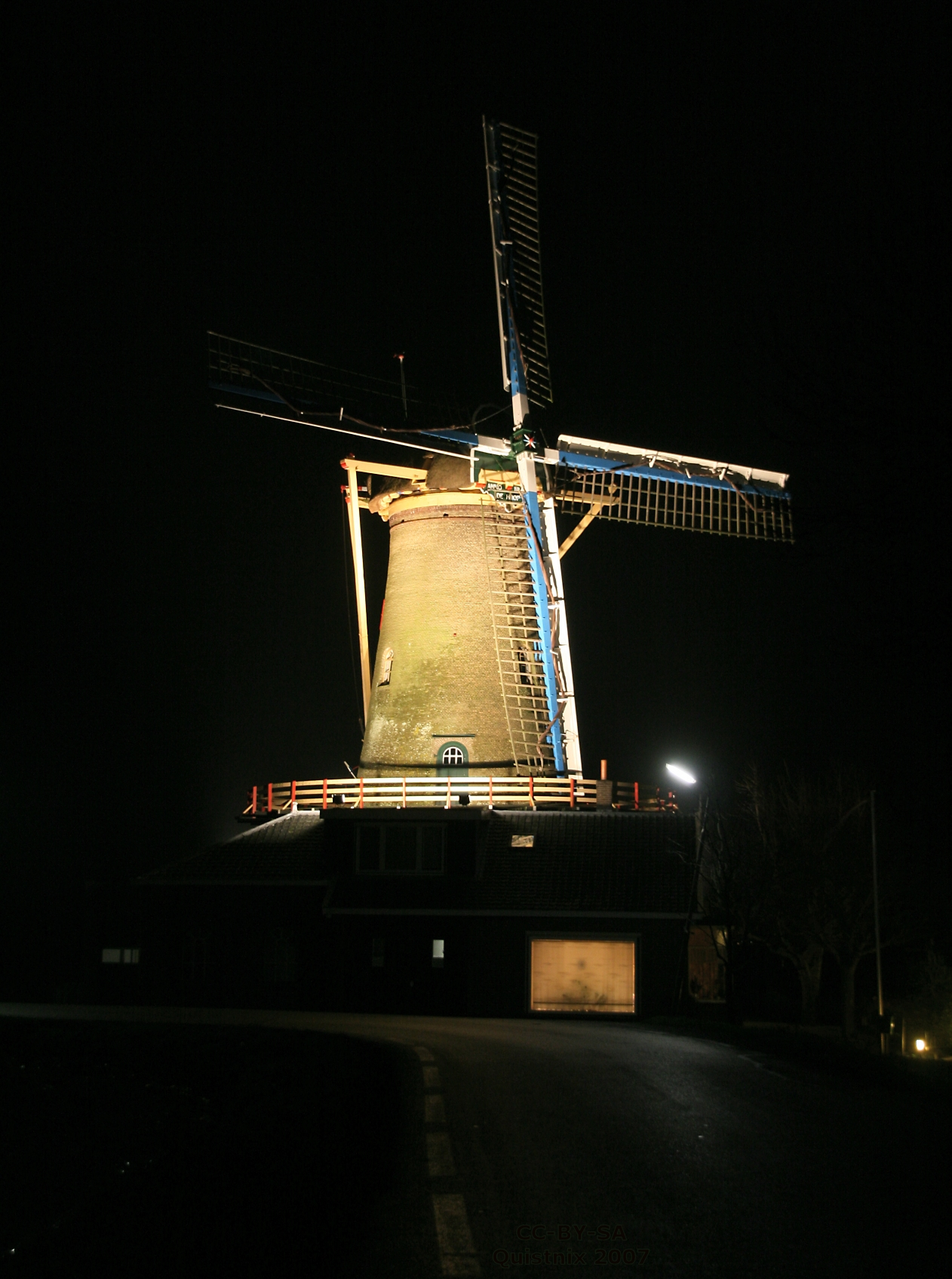
Molen De Hoop
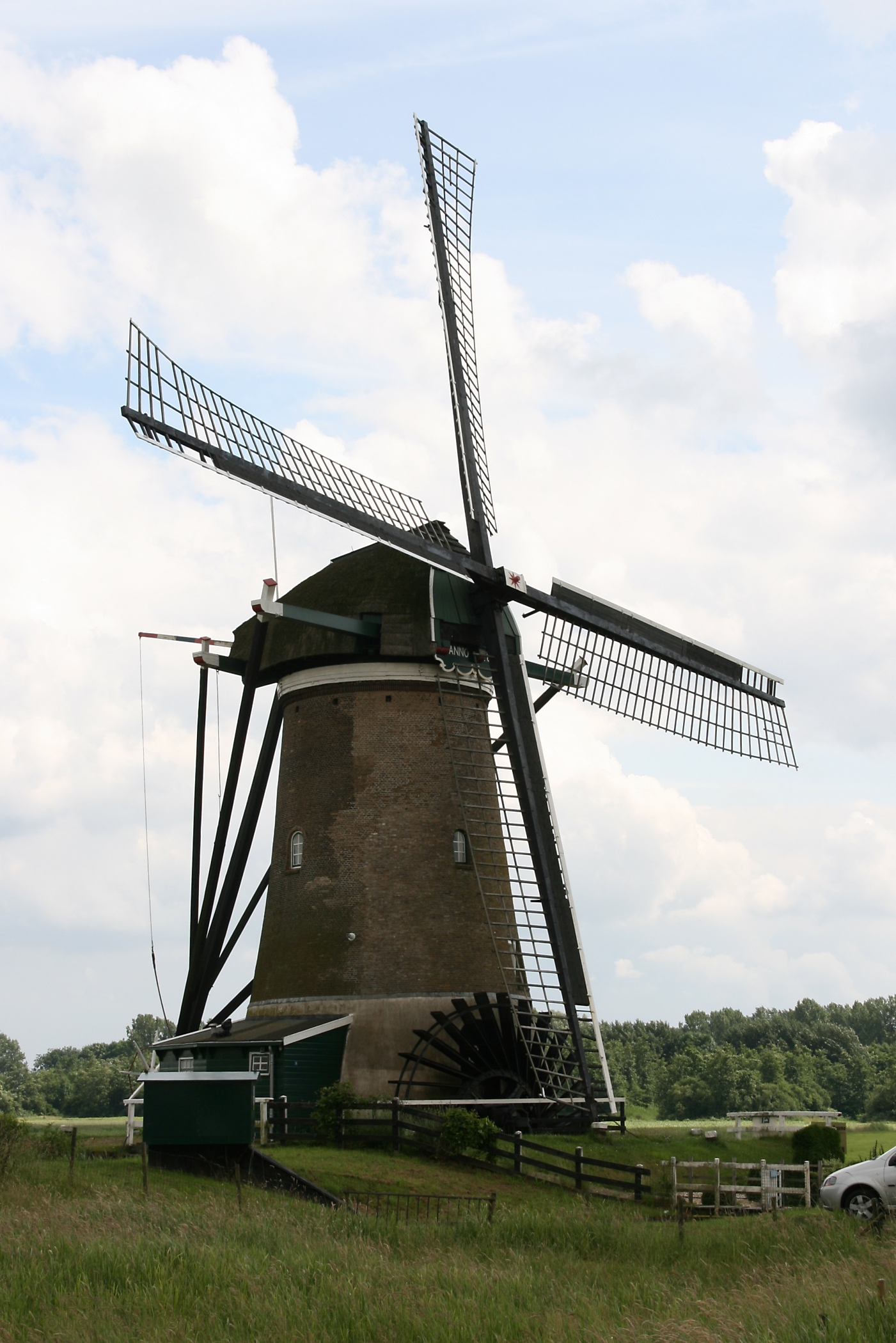
Poldermolen de Peilmolen
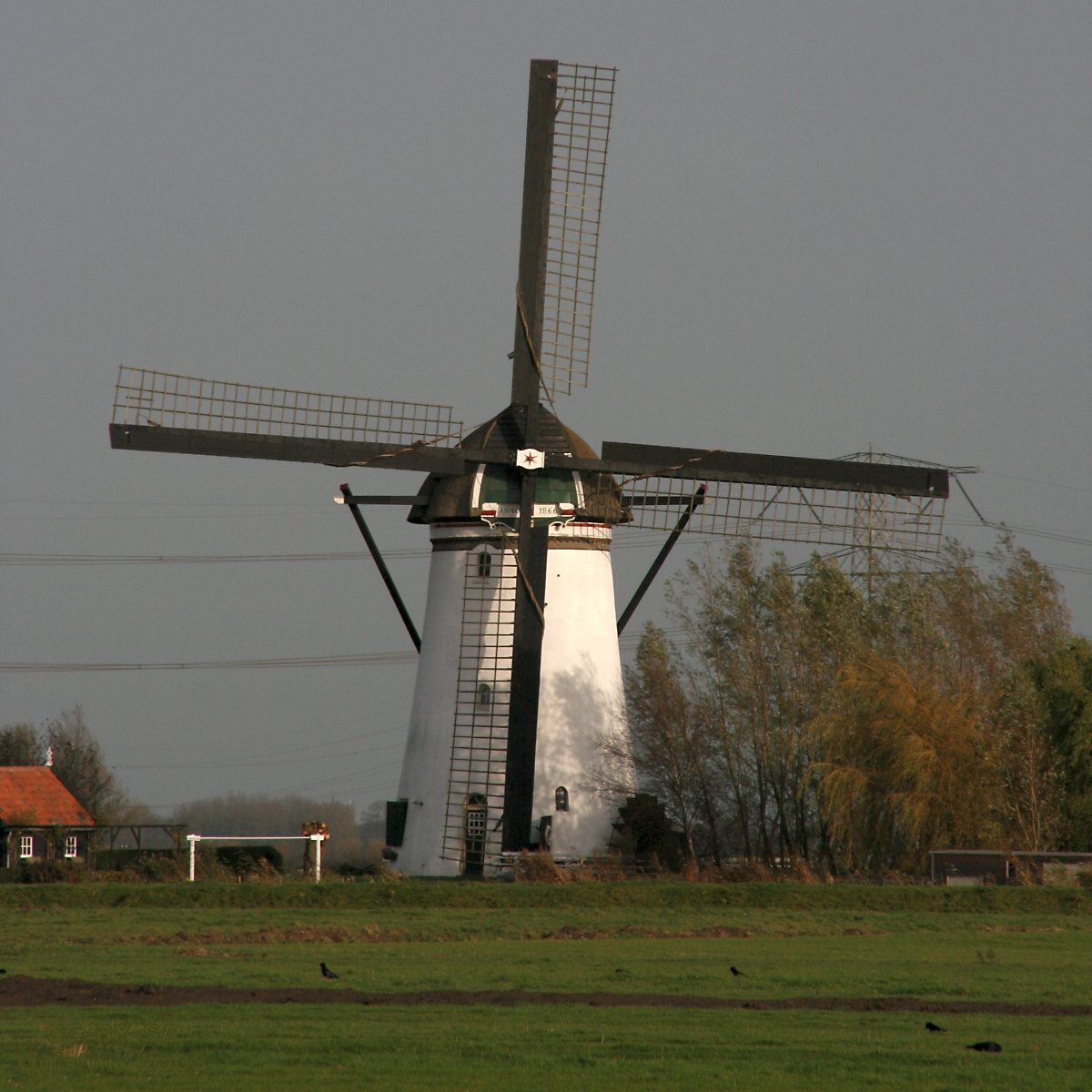
Poldermolen Kooijwijkse Molen
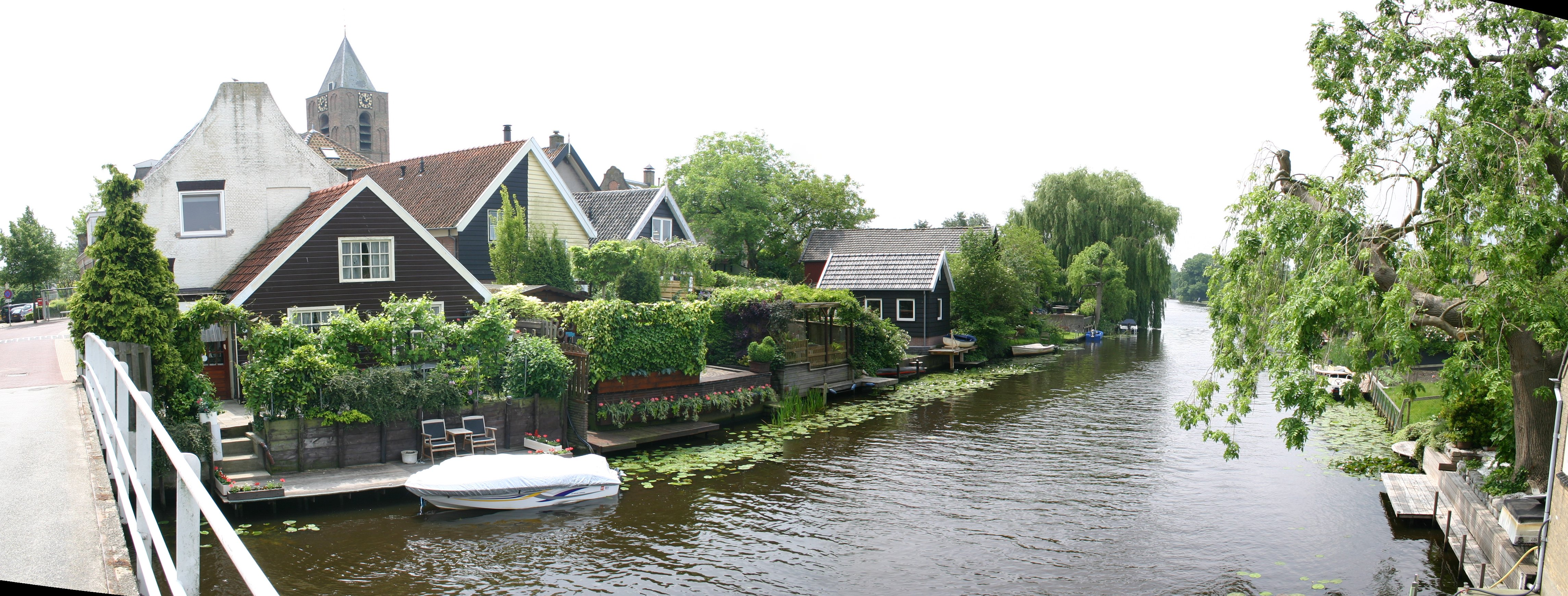
De Alblas in Oud-Alblas
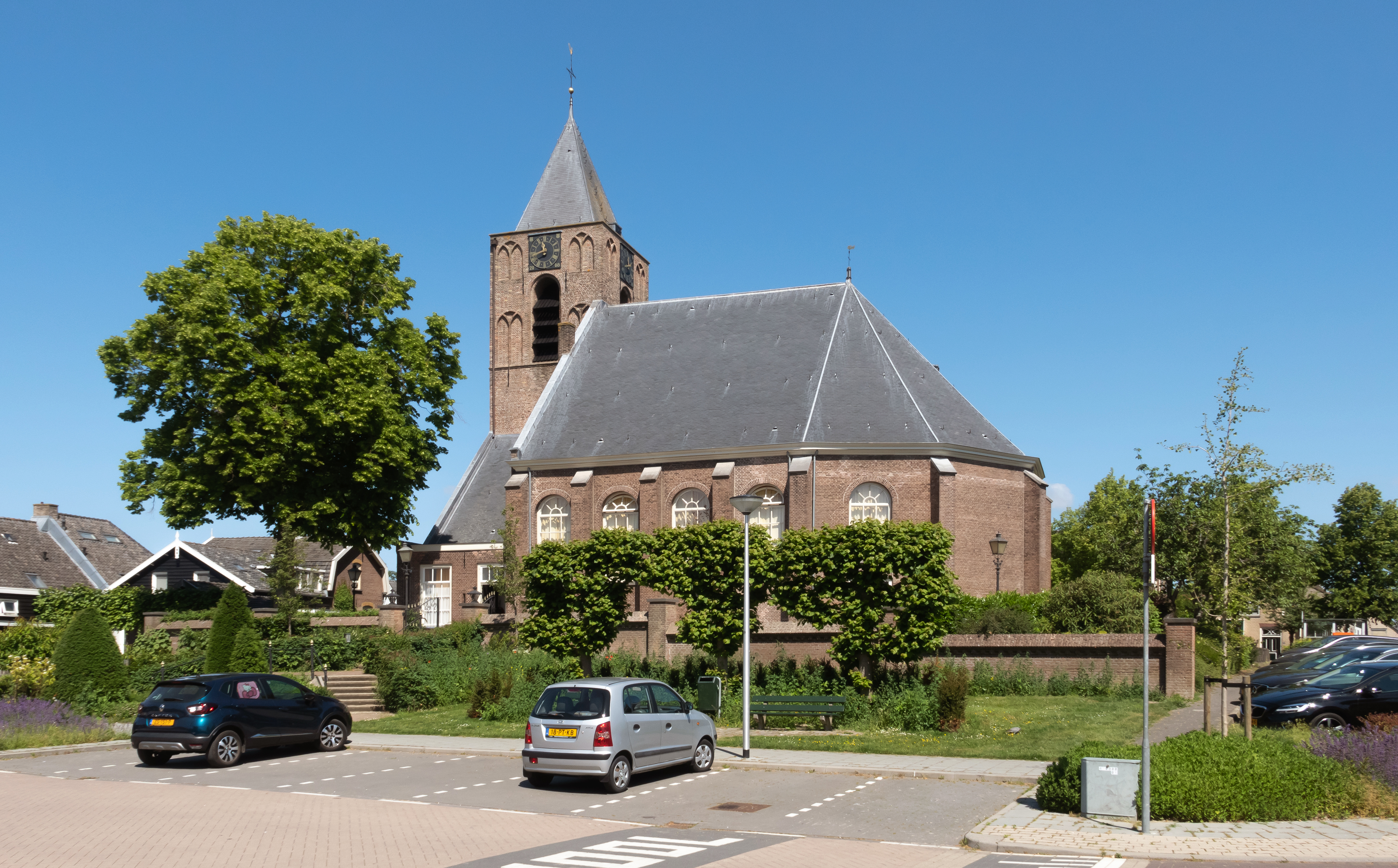
Kerk
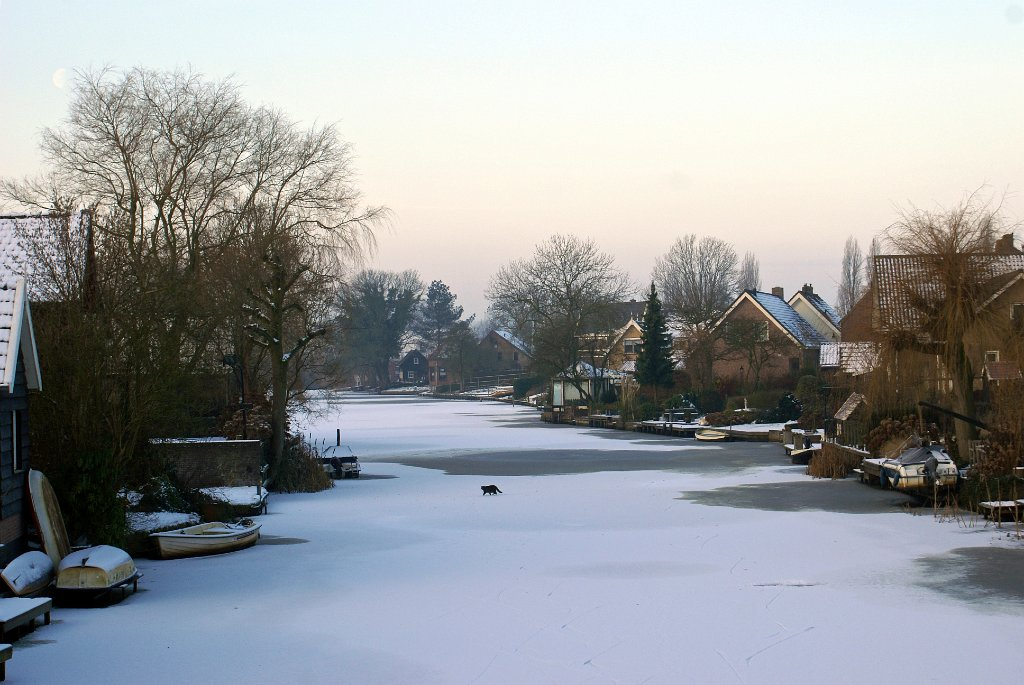
De Alblas in de winter
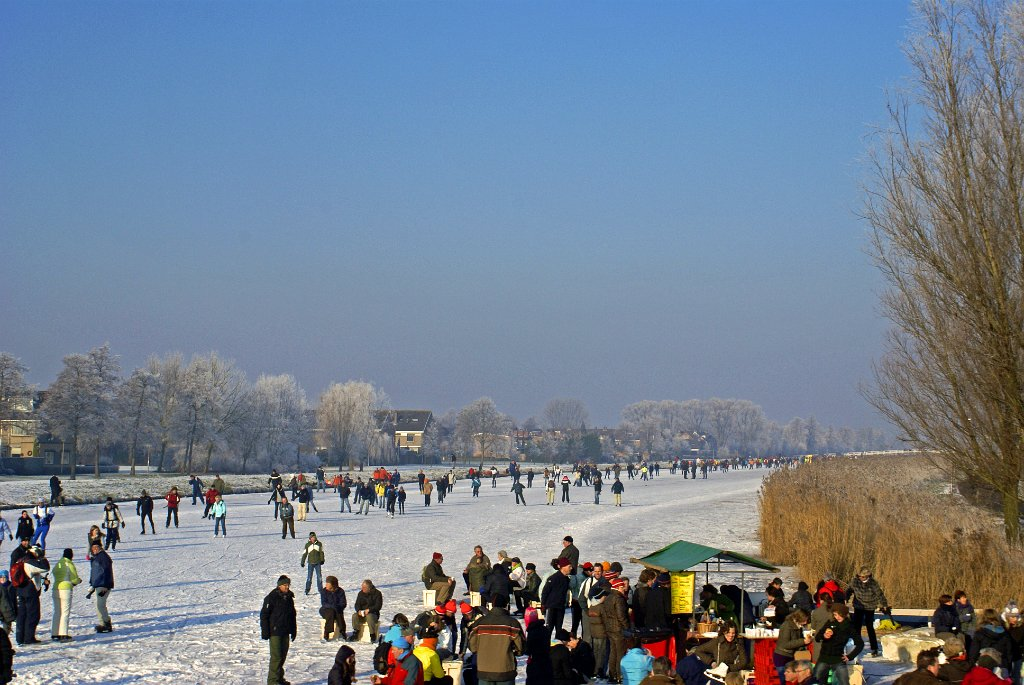
Koek-en-zopie op de Alblas